# 다이뉴역
다이뉴역(일본어: 大入駅)은 일본 후쿠오카현 이토시마시에 위치한 규슈 여객철도 지쿠히 선의 철도역이다. 상대식 승강장 2면 2선의 구조를 갖춘 지상역이다.

## 이용 현황
| 승차 인원 추이 | 승차 인원 추이 |
| 연도           | 1일 평균       |
| -------------- | -------------- |
| 2005           | 162            |
| 2006           | 157            |
| 2007           | 145            |
| 2008           | 146            |
| 2009           | 141            |
| 2010           | 143            |

## 역 주변
- 국도 제202호선
- 다이뉴 해수욕장

## 역사
- 1925년 4월 15일 : 기타큐슈 철도의 역으로서 개업.
- 1937년 10월 1일 : 국유화. 지쿠히 선의 역이 되다.
- 1987년 4월 1일 : 일본국유철도 분할 민영화에 의해, 규슈 여객철도가 승계.
- 2010년 3월 13일 : IC카드 SUGOCA의 사용을 개시.

## 인접 역
| 큐슈여객철도 지쿠히 선       | 큐슈여객철도 지쿠히 선 | 큐슈여객철도 지쿠히 선 |
| ---------------------------- | ---------------------- | ---------------------- |
| 지쿠젠후카에 메이노하마 방면 | ■ 지쿠히 선            | 후쿠요시 가라쓰 방면   |